# W. Fischer-Verlag
Der W. Fischer-Verlag war ein Buchverlag aus Göttingen und später Remseck am Neckar.
Die Gründung erfolgte am 20. Juni 1948, dem Tag der Währungsreform, durch Wilhelm Fischer in Göttingen. Die Hauptprodukte des Verlages erschienen unter dem Namen Göttinger Jugendbücher (GJB), von denen in den 1960er Jahren insgesamt weit über 10 Millionen Stück verkauft wurden. Angeblich ging seinerzeit alle drei Sekunden ein Buch des Verlags über den Ladentisch. Eine der erfolgreichsten Bilder- und Kinderbuchkünstlerinnen des Verlags war Berti Breuer-Weber. Ab 1954, erstmals angeregt durch die gewonnene Fußball-WM, wurden die Reihe Göttinger Aktuelle Sportbücher publiziert.
1969 bezog der Verlag mit ca. 100 Mitarbeitern ein neu errichtetes Betriebsgebäude in der Stresemannstraße 30. Im Jahr 1981 wurde das Einzelunternehmen in eine GmbH mit einem Stammkapital von 250.000 DM umgewandelt, das 1985 auf 750.000 DM erhöht wurde. Die demografische Entwicklung führte zu Umsatzeinbußen. 1989 wurde der Verlag verkauft und der Sitz nach Remseck am Neckar verlegt. 1997 wurde Konkurs angemeldet, im Jahr 2008 verschwand der Verlag endgültig von der Bildfläche.